# Torbalı

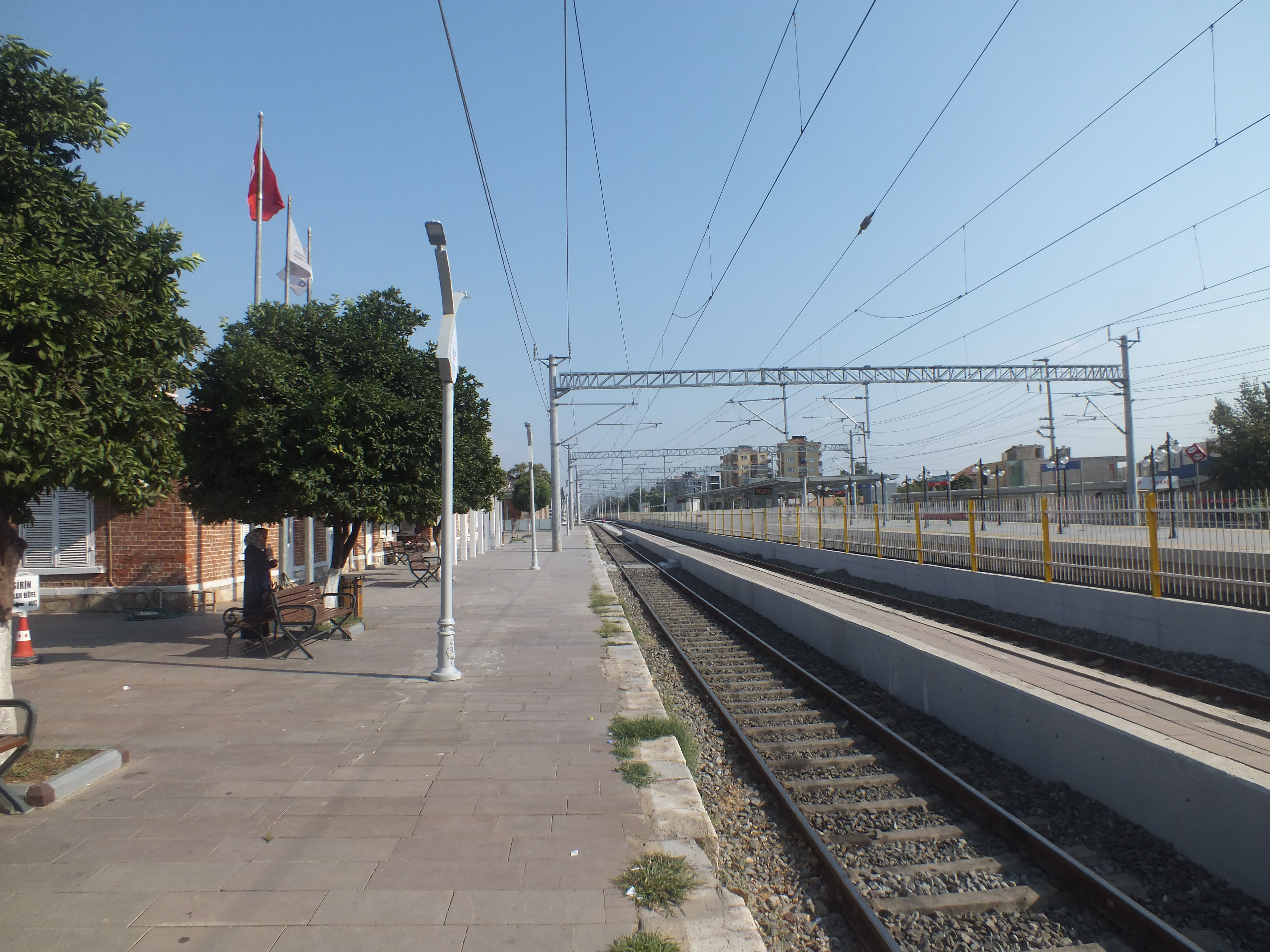
Der Bahnhof von Torbali

Torbalı ist eine Stadtgemeinde (Belediye) im gleichnamigen Ilçe (Landkreis) der Provinz Izmir in der türkischen Ägäisregion und gleichzeitig ein Stadtbezirk der 1984 gebildeten Büyükşehir belediyesi İzmir (Großstadtgemeinde/Metropolprovinz). Seit der Gebietsreform ab 2013 ist die Gemeinde flächen- und einwohnermäßig identisch mit dem Landkreis.

## Geografie
Torbalı liegt etwa 20 km südöstlich von Izmir an der E 87 von Izmir nach Aydın.
Die Stadt liegt in einer Ebene im Stromtal des Küçük Menderes und ist im Norden und Westen von Bergen umgeben. Der höchste Punkt des Landkreises ist der Keçikalesi Dağı mit 781 m.

## Verwaltung
Der Landkreis (bzw. Kaza als Vorgänger) entstand 1926. Ein Jahr später wurde Torbalı zu einer Belediye erhoben. Zur ersten Volkszählung 1927 hatte der Kreis 21.485 Einwohner (auf 1.260 km² Fläche) in 64 Dörfern. 1.771 Einwohner wohnten im Verwaltungssitz.
(Bis) Ende 2012 bestand der Landkreis aus der Kreisstadt und 22 Dörfern (Köy), die während der Verwaltungsreform 2013/2014 in Mahalle (Stadtviertel/Ortsteile) überführt wurden. Die 38 Mahalle der Kreisstadt blieben unverändert erhalten. Durch die Herabstufung der Dörfer zu Mahalle stieg deren Zahl auf 60 an. Ihnen steht ein Muhtar als oberster Beamter vor.
Ende 2020 lebten durchschnittlich 3.238 Menschen in jedem Mahalle. Die bevölkerungsreichsten davon waren:
- Muratbey Mah. (20.130)
- Torbalı Mah. (20.031)
- Ertuğrul Mah. (17.933)
- Ayrancılar Mah. (15.968)
- İnönü Mah. (15.359)
- Atatürk Mah. (13.780)
- Fevzi Çakmak Mah. (13.078 Einw.)

## Sehenswürdigkeiten
Etwa 5 km südwestlich beim ehm. Dorf Özbey liegen die Ruinen der antiken Stadt Metropolis in Ionien, der Vorgängersiedlung der Stadt. Der Name Torbalı leitet sich von Metropolis ab. 30 km nördlich an der Straße nach Kemalpaşa liegt das hethitische Felsrelief von Karabel.

## Söhne und Töchter der Stadt
- Feti Okuroğlu (* 1971), Fußballspieler und -trainer